# 上中西部

紅色部分是國家氣象服務定義的上中西部

上中西部（Upper Midwest）是美國的一個地理區域，包括美國中西部的密歇根州、明尼蘇達州和威斯康星州。有時艾奧瓦州、北達科他州、南達科他州亦被視為上中西部。據國會圖書館的定義，上中西部包括密歇根州、明尼蘇達州和威斯康星州。

## 外部連結
- The History of the Upper Midwest: An Overview （页面存档备份，存于）
- USGS Upper Midwest Environmental Sciences Center （页面存档备份，存于）
- U.S. Geological Survey's (USGS) Upper Midwest Mineral Resources Program （页面存档备份，存于）